# Pardosa zorimorpha
Pardosa zorimorpha är en spindelart som först beskrevs av Embrik Strand 1907.  Pardosa zorimorpha ingår i släktet Pardosa och familjen vargspindlar.
Artens utbredningsområde är Madagaskar. Inga underarter finns listade i Catalogue of Life.